# Carposina hyperlopha
Carposina hyperlopha is een vlinder uit de familie van de Carposinidae. De wetenschappelijke naam van de soort is voor het eerst geldig gepubliceerd in 1947 door Turner.